# Гропер, Янкев
Янкев Анчл Гропер (идиш יעקבֿ גראָפּער‎‎; 21 августа 1890, Михэйлень, Молдавия, Королевство Румыния — 12 декабря 1968, Хайфа, Израиль) — еврейский поэт, центральная фигура еврейской литературы Румынии. Писал на идише.

## Биография
Янкев Гропер родился в 1890 году в молдавском местечке Михайлены Ботошанского уезда в семье Моте Гропера. Семья Гропер вела свой род из венгерских земель и была традиционной и религиозной. Получил традиционное еврейское образование, затем изучал юриспруденцию в Ясском университете. Писать начал ещё в юности — первоначально на румынском и немецком языках. В 1907—1908 годах жил в Черновицах и под впечатлением от Черновицкой конференции (в 1908 году впервые объявившей идиш — одним из двух национальных языков еврейского народа) полностью перешёл на идиш.
С 1913 года проходил службу в Румынской армии, участвовал в боевых действиях на Болгарском фронте. После демобилизации в 1914 году возвратился в Яссы, где основал литературный журнал «Лихт» (Свет, 1914—1915), с которым сотрудничали такие видные в недалёком будущем еврейские литераторы Румынии как Янкев Ботошанский и Янкев (Юкл) Штернберг. Очень быстро журнал превратился в центральное еврейское периодическое издание страны, но оказался недолговечным.
С 1911 по 1916 год был также связан с Toynbee Hall (еврейским народным университетом, организованным в Яссах в 1906 году в целях распространения еврейской культуры в Румынии), где преподавал совместно с Ботошанским, А. Л. Зису, доктором Янкев-Ицхоком Немировером (1872—1939) и другими.
Гропер был старшим товарищем ясского поэта Беньямина Векслера, писавшего тогда под псевдонимом Барбу Фундояну (впоследствии Бенжамен Фондан), особенно в 1912—1915 годах, и оказал на него огромное влияние, среди прочего заинтересовав его в 1915 году хасидизмом.
В 1916—1919 годах Гропер вновь в действующей армии, на этот раз как унтер-офицер на фронтах Первой мировой войны. По возвращении и большую часть жизни занимался юридической практикой.
Многочисленные публикации в периодических изданиях сначала в Вильно и Лемберге, затем в Бухаресте, Яссах и Черновицах привели к его широкой известности в еврейских литературных кругах страны и особенно в Молдавии, где он будучи ещё совсем молодым человеком приобрёл культовый статус (в том числе и как первый родившийся в собственно Румынии пишущий на идише поэт). Авторитет и влияние его были таковы, что другой известный еврейский писатель Румынии Шлоймэ Бикл годами позже утверждал, что «без Гропера на могло быть [классика еврейской поэзии Румынии] Мангера».
Среди прочих на румынский язык его стихотворения переводили Фондан и Энрик Фуртуна (Пекельман; 1881—1964). В 1964 году Гропер покинул Румынию и поселился в Хайфе.

## Публикации
- אין שאָטן פֿון אַ שטײן (ин шотн фун а штэйн — в тени камня, стихи). Бухарест: Шолом-Алейхем фарлаг, 1934.
- B. Iosif. Nostalgia ghettolui evreesc (ностальгия еврейского гетто — литературоведческая монография о творчестве Гропера, содержит большую подборку его стихов в румынских переводах Б. Иосифа). Бухарест: Cultura poporului, 1934.
- נײַע ייִדישע דיכטונג (найе идише дихтунг — новая еврейская поэзия, коллективный сборник под редакцией Ицхока Панера и Лейзера Френкеля, первый в Румынии после войны). Бухарест, 1945 (латинским шрифтом) и 1947 (еврейским шрифтом).
- געקליבענע לידער (геклибэнэ лидэр — избранные стихотворения, составление и редакция Лейзера Френкеля). На идише с параллельным переводом на иврит. Тель-Авив, 1975.